# Wasserturm Sickingen

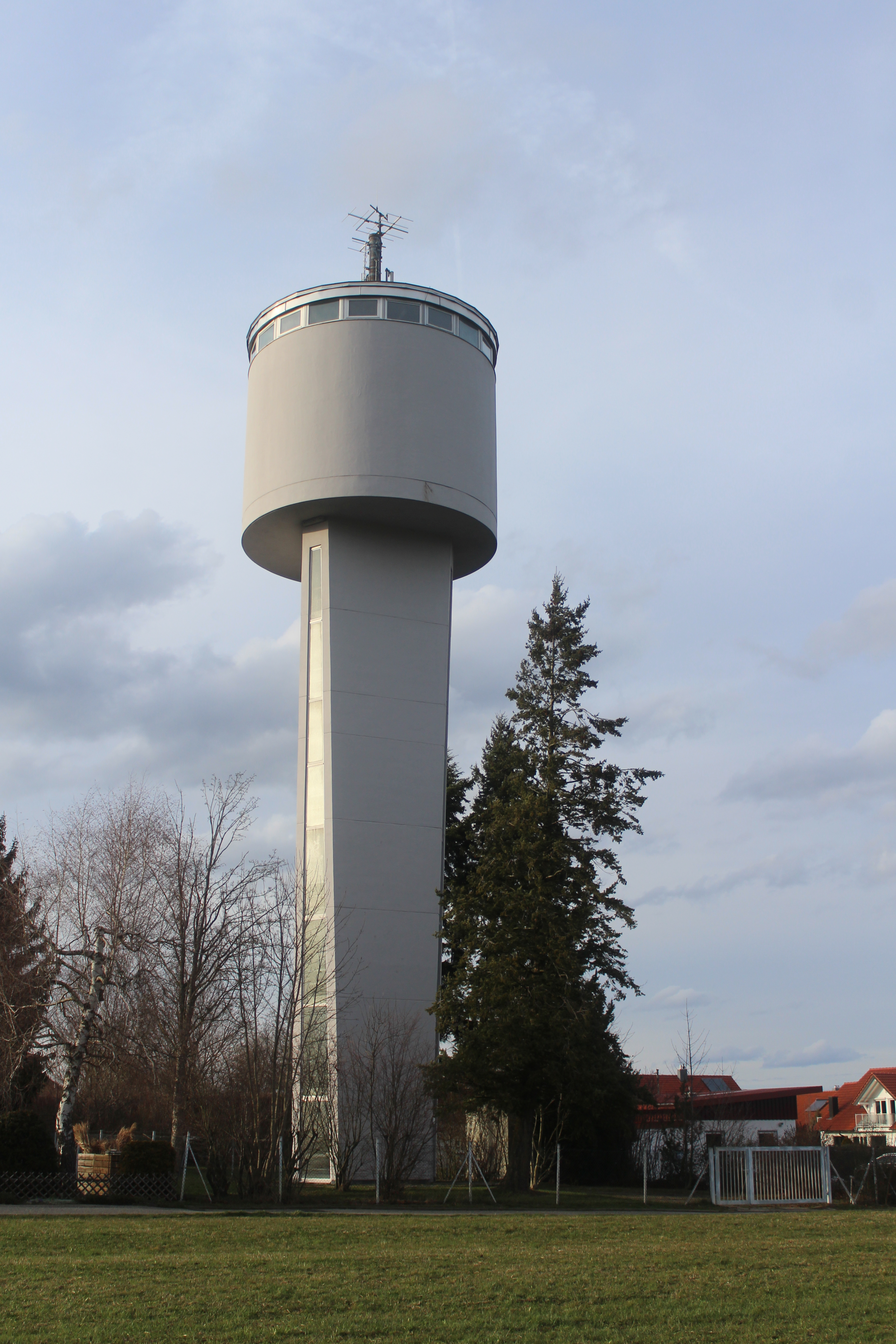
Wasserturm Sickingen

Der Wasserturm Sickingen ist ein 1973 im Hechinger Ortsteil Sickingen errichteter 31 Meter hoher Wasserturm mit einem Behälter von 200 Kubikmetern Fassungsvermögen. Der als Stahlbetonkonstruktion ausgeführte Turm trägt auf seiner Spitze eine UKW-Sendeantenne zur Verbreitung des Radioprogramms von Neckaralb Live auf 107,9 MHz.